# Mệnh lệnh (điện toán)
Bản mẫu:Redirect distinguish
Trong điện toán, mệnh lệnh (command) là một chỉ thị tới chương trình máy tính hoạt động như một thông dịch viên của một số loại, để thực hiện một tác vụ cụ thể. Thông thường mệnh lệnh là một chỉ thị tới một số giao diện dòng lệnh (command-line interface), như một shell, hay một sự kiện trong một giao diện đồ họa người dùng được kích hoạt khi người dùng chọn một tùy chọn trong trình đơn.
Cụ thể hơn, thuật ngữ mệnh lệnh được dùng trong ngôn ngữ máy tính mệnh lệnh. Những ngôn ngữ này được gọi như vậy bởi vì câu lệnh trong những ngôn ngữ đó được viết với cách thức tương tự như mệnh lệnh thức vốn được dùng trong nhiều ngôn ngữ tự nhiên. Nếu ta xa một câu lệnh (statement) trong ngôn ngữ mệnh lệnh như là một câu trong ngôn ngữ tự nhiên, thì mệnh lệnh nói chung giống như là động từ trong ngôn ngữ đó.